# Morgan megye (Alabama)
Morgan megye az Amerikai Egyesült Államokban, azon belül Alabama államban található. Az állam észak-középső részén található megye számos vízi útnak ad otthont. A második Scottsboro-per szintén Morgan megyében zajlott 1933. március 28-án, miután Stevensonból (Jackson megyéből) a helyszín megváltozott. A megyét egy választott öttagú bizottság irányítja, és magában foglalja Hartselle, Trinity, Priceville és Falkville bejegyzett közösségeit. Megyeszékhelye és legnagyobb városa Decatur. Lakosainak száma 123 421 fő (2020. április 1.). Morgan megye Madison, Cullman, Lawrence, Limestone és Marshall megyékkel határos.

## Történet
Morgan megyét Alabama Területi Közgyűlésének törvénye hozta létre 1818. február 6-án, ami majdnem két évvel megelőzte Alabama államiságát. A megyét a cseroki indiánoktól az 1818-as Turkeytown-i Szerződés által megszerzett földekből hozták létre. A megyét eredetileg Cotaco-nak nevezték el, a rajta keresztülfolyó patak miatt. Amikor a területet 1818-ban hivatalosan megnyitották, a telepesek többnyire Tennessee-ből, Georgia államból, Virginiából és a Carolinából érkeztek. A mai Morgan megye első városai a Cotaco és a Flint patakok és mellékfolyóik partján jelentek meg. Néhány ilyen korai város volt Flint, Danville, Bluff City, Decatur és Hartselle. 1821. június 14-én a nevet Morgan megyére változtatták az amerikai forradalomban harcoló virginiai Daniel Morgan tábornok tiszteletére. A megyeszékhely Somerville- ben volt 1818-tól 1891-ig, amikor is Decaturba költöztették.
A polgárháború idején Morgan megye északi része hevesen vitatott terület volt, mivel elérhető volt a Tennessee folyón átívelő vasúti híd. Decatur a háború alatt az Egyesült Államok és a Konföderációs erők főhadiszállásának adott otthont. A város 1864-ben a decaturi csata helyszíne volt, és három kivételével Decatur épületét lebontották a megszálló szövetségi erők, és újra felhasználták laktanyák és egyéb katonai építmények építésére. Később az 1926-os és 1938-as bírósági épülettüzek sok feljegyzést megsemmisítettek a megye korai történetéről.

## Népesség
A 2020-as népszámlálási becslések szerint Morgan megye lakossága 123 421 volt. A válaszadók 82,4 százaléka fehérnek, 13,3 százaléka afroamerikainak, 9,0 százaléka spanyol ajkúnak, 2,4 százaléka két vagy több rasszúnak, 1,1 százaléka indiánnak, 0,7 százaléka ázsiainak és 0,2 százaléka hawaiinak vagy csendes-óceáni szigetlakónak vallotta magát. A megyeszékhely Decatur a megye legnagyobb városa, becsült lakossága 54 344. További jelentős lakossági központok: Hartselle , Trinity , Priceville és Falkville. A háztartások medián jövedelme 52 923 dollár volt, szemben az állam egészére vonatkozó 52 035 dollárral, az egy főre jutó jövedelem pedig 28 474 dollár volt, szemben az állam egészének 28 934 dollárjával.
A megye népességének változása:
| Lakosok száma | 119 553 | 119 916 | 120 157 | 119 787 | 119 565 | 123 421 |
|               | 2010    | 2011    | 2012    | 2013    | 2015    | 2020    |

## Gazdaság
A Morgan megyébe érkező első telepesek általában farmerek voltak. Néhányan nagyszabású gyapotültetvényeket létesítettek a Tennessee folyóval határos termékeny földeken. A megye dús kis patakjai mentén letelepedők kisgazdaságban dolgoztak. A bőséges komp- és gőzhajómegállók korai Morgan megyét a gyapotszállítás és a faipar központjává tették. A szarvasmarha-, sertés- és juhtenyésztés a Cumberland-fennsík régiójában is kisebb gazdasági erőfeszítésnek számított. Az 1930-as években a Tennessee Valley Authority hajózhatóvá tette a Tennessee folyót egy sor zsilip és gáta segítségével, amelyek bőséges és olcsó áramot is biztosítottak. Morgan megye gazdasága így a mezőgazdaságról és az erdőgazdálkodásról az iparra és a feldolgozóiparra váltott.

## Foglalkoztatás
A 2020-as népszámlálási becslések szerint Morgan megyében a munkaerő a következő ipari kategóriák között oszlik meg:
- Feldolgozóipar (21,5 százalék)
- Oktatási szolgáltatások, valamint egészségügyi és szociális segélyek (18,7 százalék)
- Kiskereskedelem (11,6 százalék)
- Szakmai, tudományos, gazdálkodási, valamint adminisztratív és hulladékgazdálkodási szolgáltatások (9,4 százalék)
- Művészetek, szórakoztatás, rekreáció, valamint szállás- és étkezési szolgáltatások (9,2 százalék)
- Építőipar (8,6 százalék)
- Egyéb szolgáltatások, kivéve a közigazgatást (5,0 százalék)
- Szállítás és raktározás, valamint közművek (4,1 százalék)
- Pénzügy és biztosítás, valamint ingatlan, bérbeadás és lízing (3,5 százalék)
- Közigazgatás (3,5 százalék)
- Nagykereskedelem (2,4 százalék)
- Mezőgazdaság , erdőgazdálkodás , halászat és vadászat , valamint kitermelő (1,3 százalék)
- Információ (1,2 százalék)

## Oktatás
A Morgan megyei iskolarendszer 14 általános és középiskolát felügyel. Ezenkívül a Decatur City Schools 24 általános és középiskolát, a Hartselle City Schools pedig nyolc általános és középiskolát felügyel. A Decaturban található Calhoun Community College Alabama legnagyobb kétéves főiskolája, amely tudományos és műszaki oktatási programokat és diplomákat kínál.

## Földrajz
A körülbelül 575 négyzetmérföldet magába foglaló Morgan megye az állam észak-középső részén található. A megye északi fele a Highland Rim fiziográfiai szakaszán , a déli fele pedig a Cumberland-fennsíkon fekszik. A megyét északon Limestone és Madison megye, keleten Marshall megye, délen Cullman megye, nyugaton Lawrence megye határolja.
A Tennessee folyó Morgan megye északi határa mentén halad, számos mellékfolyójával az egész megyében. A Tennessee folyó a legnagyobb Alabamán áthaladó folyórendszer, és itt él Amerikában a legritkább barlangi hal, az Alabama Cavefish. A folyó az Egyesült Államokban a vízi élőlények számára az egyik biológiailag legváltozatosabb folyórendszernek számít, több mint 176 halfajjal , amelyek közül sok veszélyeztetett. A Tennessee folyó Wheeler-tó szakasza gyakorlatilag az egész Morgan megyét elvezeti, és körülbelül 67 000 hektárt foglal el.
Az US 31-es autópálya észak-déli irányban Decaturon és Hartselle-n keresztül, az US 72-es pedig kelet-nyugati irányban Memphistől Atlantáig Decaturon keresztül halad. Az Interstate 65, az Öböl partját a Nagy-tavakkal összekötő államközi rendszer része, Morgan megyén halad át. A Decaturban található Pryor Field és a Hartselle-i Hartselle-Morgan megyei regionális repülőtér a megye két nyilvános repülőtere.

## Események és látnivalók
Morgan megye számos lehetőséget kínál a szabadidős tevékenységekre. A Decatur és Hartselle között, a Tennessee folyó mentén elhelyezkedő Wheeler National Wildlife Refuge 35 000 hektárnyi vadon élő élőhelyből áll. A menhely ad otthont Alabama legnagyobb telelő kacsapopulációjának. A látogatók számos szabadidős tevékenységen vehetnek részt, beleértve a vadászatot, horgászatot, túrázást, madárlesést, táborozást és oktatási programokat. A Decaturban található Point Mallard Municipal Park 750 hektáron terül el, és egy 35 hektáros vízi témájú parkkal, 210 kempinggel, egy golfpályával, egy amfiteátrummal, valamint gyalogos és kerékpáros ösvényekkel rendelkezik. A park különleges eseményeknek is otthont ad, mint például a decaturi csata éves polgárháborús újrajátszása minden szeptemberben.
Decatur számos jelentős tizenkilencedik és huszadik századi otthona és kereskedelmi épülete az Albany Heritage Neighborhood történelmi negyedben és az Old Decatur történelmi negyedben található, amely magában foglal több, a Nemzeti Történelmi Helyek Nyilvántartásában szereplő épületet, valamint az egyetlen három épületet, amely a polgárháború előtti időkből (a 18-29-es polgárháború Bankháza) maradt fenn. (1833), valamint a Rhea-McEntire House (1835). A Régi Állami Bank ma a látogatók előtt nyitva álló helytörténeti múzeum, a Decatur Union Depot Museum pedig a régió vasúttörténetét ünnepli. A történelmi leletek, dokumentumok, fényképek és egyéb tárgyak a Morgan Megyei Levéltárban találhatók Decaturban. Az 1887-ben épült Hercegnő Színház eredetileg egyebek mellett szállodai lóistállóként szolgált. 1983 óta ad otthont az Előadóművészeti Központnak.
A decaturi Carnegie Vizuális Művészeti Központ 1904-ben épült Andrew Carnegie iparművész nyilvános könyvtári projektjének részeként. Az épület 1973-ig városi könyvtárként működött. 2001-ben az épületet felújították a város művészeti központjaként, ahol helyi és túra kiállításoknak, valamint művészeti óráknak, workshopoknak és előadásoknak ad otthont. Szintén Decaturban, a Cook's Natural Science Museum kiterjedt gyűjteménynek ad otthont a vadon élő állatok egyedeinek, különösen a Tennessee-völgyben őshonos fajoknak.
Morgan megye minden évben számos fesztiválnak és ünnepségnek ad otthont. A Spirit of America július 4-i fesztiválja Alabama egyik legnagyobb függetlenségnapi ünnepsége. Hartselle minden szeptemberben a Depot Days Fesztiválon ünnepli a város vasúti örökségét. A Calhoun Community College ad otthont a Southern Wildlife Festivalnak október közepén. A fesztiválon a vadvilághoz és a természetvédelemhez kapcsolódó művészeti és kézműves alkotások széles választékát mutatják be.